# Operação Corrosão
Operação Corrosão é uma operação da Polícia Federal do Brasil, em 16 de novembro de 2015, representando a 20.ª fase da Operação Lava Jato. O nome faz referência a luta diária da Petrobras para combater os desgastes nas plataformas. A nova fase da operação tem como objetivo buscar provas documentais sobre os crimes cometidos dentro da Petrobras e desvendados pela força-tarefa da Lava Jato. A nova fase além das provas documentais visa quatro ex-funcionários da estatal.

## Prisões
Foram presos na operação Roberto Gonçalves (ex-gerente executivo da Petrobras) e Nelson Martins Ribeiro apontado como operador financeiro.

## Mandados
Foram cumpridos ao todo 18 mandados, sendo onze mandados de busca e apreensão, dois de prisão temporária e cinco de condução coercitiva, quando a pessoa é levada para prestar esclarecimentos.

## Compra de Pasadena
A fase investiga pagamento de propina na compra da refinaria de Pasadena. Os documentos apreendidos, de acordo com o Ministério Público Federal (MPF), estão relacionados às irregularidades em Pasadena. A intenção é buscar o ressarcimento aos cofres públicos. 
O procurador do MPF, Carlos Fernando ainda afirmou que é sabido que diversos funcionários da estatal têm contas bancárias no exterior.
| “ | Nós sabemos que muitos funcionários na Petrobras têm contas no exterior e nós vamos buscá-las | ” |